# Jardin de Cactus
 (août 2017).
Si vous disposez d'ouvrages ou d'articles de référence ou si vous connaissez des sites web de qualité traitant du thème abordé ici, merci de compléter l'article en donnant les références utiles à sa vérifiabilité et en les liant à la section « Notes et références ».
Le Jardin de Cactus est un parc situé dans l'ancienne carrière de Guatiza  dans la commune de Teguise au nord de l'île de Lanzarote dans l'archipel des Canaries.

## Description
Le Jardin de Cactus fut la dernière œuvre spatiale de César Manrique. Ce jardin fut inauguré en 1990 après de nombreuses années de tergiversations.
Il constitue un magnifique exemple d'intervention architectonique intégrée au paysage.

## Visite
Surmonté par un moulin blanc à gofio, le jardin bâti en amphithéâtre à gradins de pierres volcaniques abrite plus de 1 400 espèces de cactus sur plus de 5 000 m2. Au centre, une série de monolithes de gravier compacté témoignent de l'activité extractive d'autrefois. De petits étangs recouverts de nénuphars sont peuplés de poissons colorés constituant une note d'originalité dans ce paysage aride.
Les diverses disciplines artistiques chères à César Manrique (sculpture, peinture, architecture) semblent se donner rendez-vous parmi toutes ces espèces de cactus.

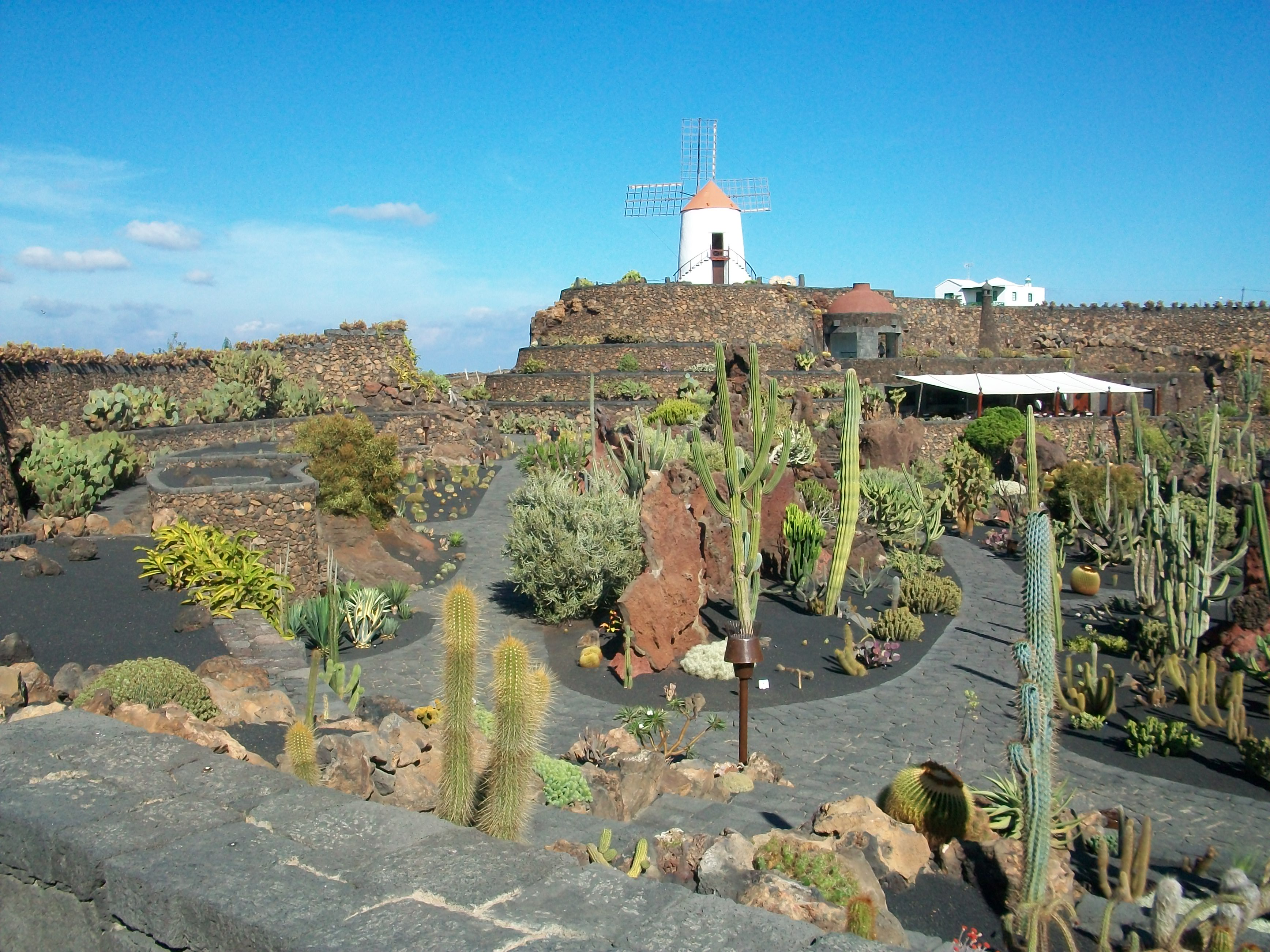
Le Jardin de Cactus.